# Symon van de Moolen
Symon van de Moolen (Nieuwe Niedorp, 1658 - Amsterdam, 1741) was een zeventiende-eeuwse Nederlandse cartograaf, wiskundige, onderwijzer en astronoom.

## Betekenis
Van de Moolen was een leerling van Dirck Rembrantsz van Nierop. Hij was de eerste astronoom in Nederland die een jaar van tevoren een zonsverduistering exact qua datum en weergave voorspelde in een van zijn boeken. Diverse wetenschappelijke boeken en zeekaarten staan op zijn naam.